# Valencina de la Concepción
Valencina de la Concepción és una localitat de la província de Sevilla, Andalusia, Espanya. L'any 2005 tenia 7.431 habitants. La seva extensió superficial és de 25 km² i té una densitat de 297,2 hab/km². Les seves coordenades geogràfiques són 37° 25′ N, 6° 04′ O. Està situada a una altitud de 153 metres i a 8 kilòmetres de la capital de la província, Sevilla.

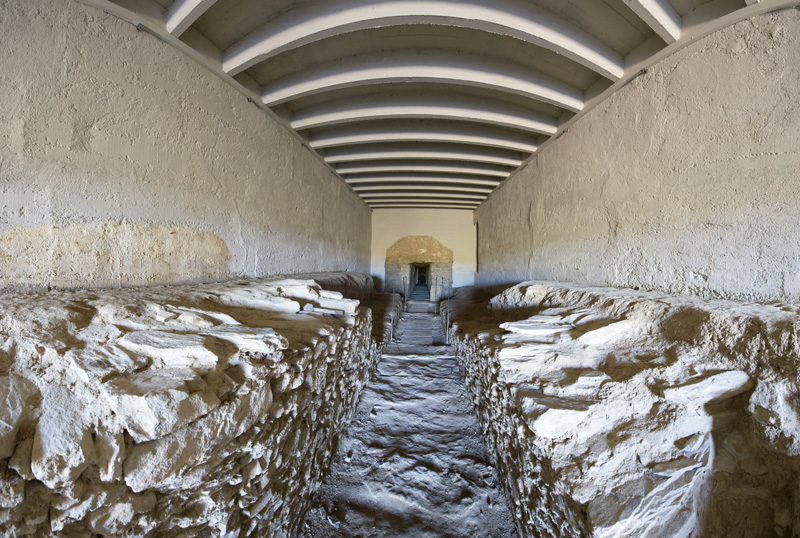
Interior del dolmen de La Pastora

## Demografia
| 1996  | 1998  | 1999  | 2000  | 2001  | 2002  | 2003  | 2004  | 2005  | 2006  |
| ----- | ----- | ----- | ----- | ----- | ----- | ----- | ----- | ----- | ----- |
| 5.922 | 6.127 | 6.410 | 6.750 | 6.839 | 6.987 | 7.220 | 7.269 | 7.431 | 7.650 |

## Personatges il·lustres
- Alfonso Grosso, escriptor.
- Kiko Veneno, músic.
- Raimundo Amador, músic